# Prepusa connata
Prepusa connata là một loài thực vật có hoa trong họ Long đởm. Loài này được Gardner miêu tả khoa học đầu tiên năm 1839.